# Žlebské Chvalovice

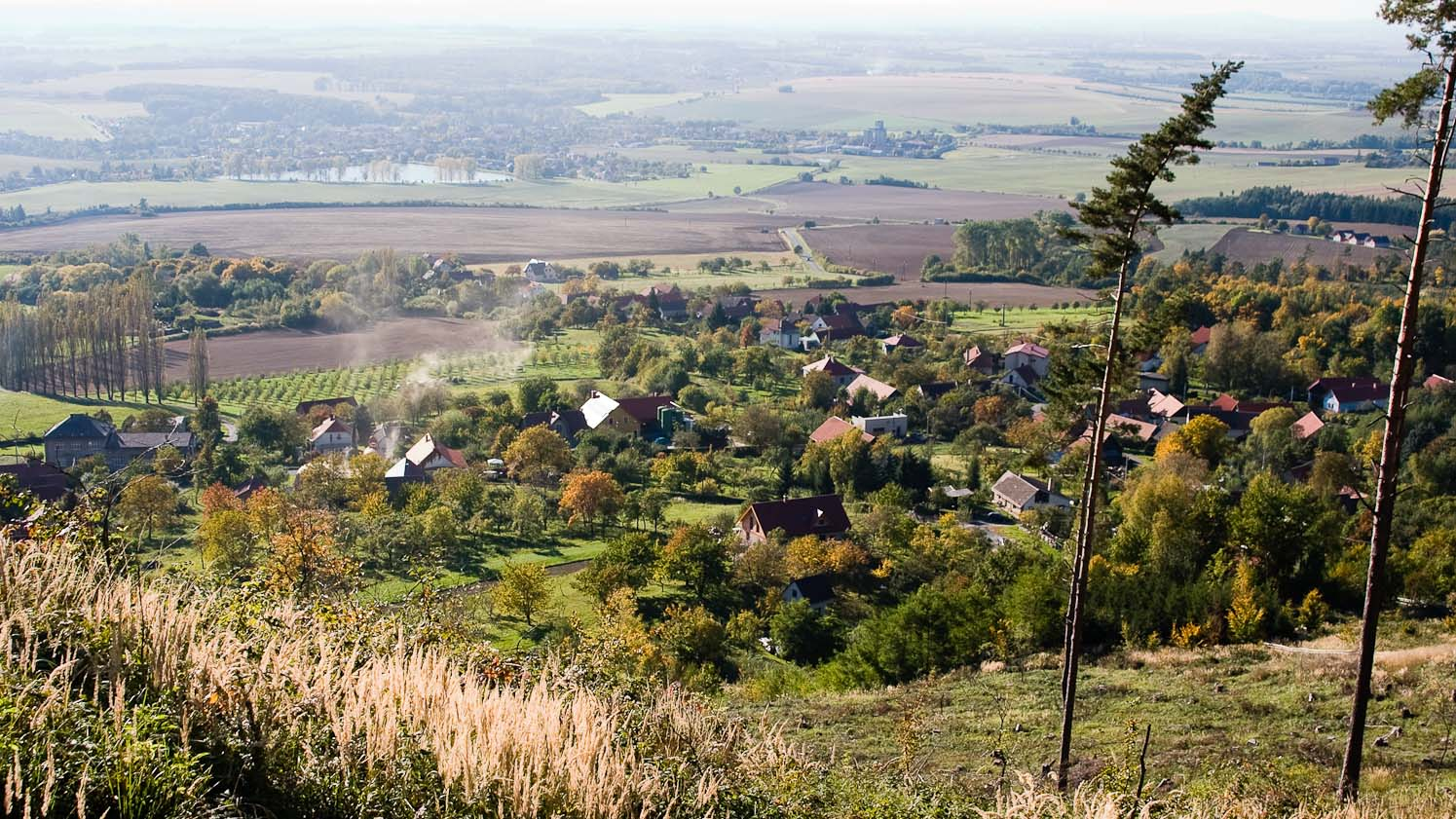
Blick von der Krkanka auf Žlebské Chvalovice

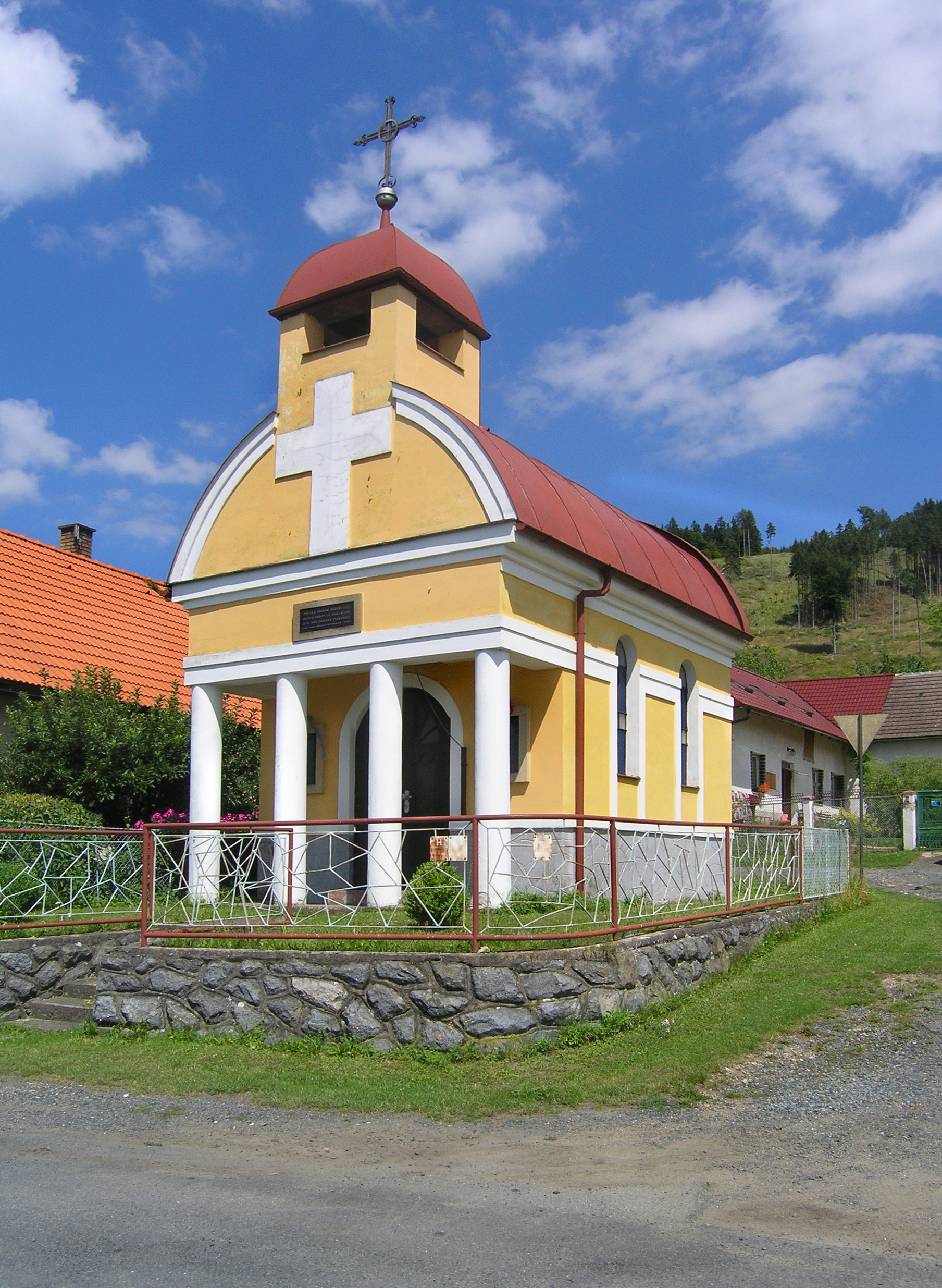
Heiligkreuzkapelle

Žlebské Chvalovice (deutsch Schleber Chwalowitz, auch Žleber Chwalowitz) ist eine Gemeinde im Okres Chrudim in Tschechien. Sie liegt 13 Kilometer östlich von Čáslav.

## Geographie
Žlebské Chvalovice befindet sich am Fuße der Krkanka (567 m n.m.) unterhalb des westlichen Steilabfalls des Eisengebirges (Železné hory) über der Čáslavská kotlina (Czaslauer Becken). Das Dorf liegt im Landschaftsschutzgebiet CHKO Železné hory. Westlich von Žlebské Chvalovice verläuft die Bahnstrecke Čáslav–Třemošnice. Im Norden erhebt sich die Skála (490 m n.m.), nordöstlich der Honzíkův vrch (508 m n.m.). Zwei Kilometer südöstlich liegt die Burgruine Lichnice.
Nachbarorte sind Licoměřice und Březinka im Norden, Zbyslavec, Pazderna und Míčov im Nordosten, Prachovice im Osten, Rudov und Lhůty im Südosten, Závratec im Süden, Svatý Kříž im Südwesten, Ronov nad Doubravou im Westen sowie Bousov und Žlebská Lhotka im Nordwesten.

## Geschichte
Chvalovice wurde wahrscheinlich um 1360 anlegt, jedoch gingen die Landtafeln aus dieser Zeit 1541 beim Brand der Prager Burg verloren. Die erste urkundliche Erwähnung erfolgte 1391, als Jan von Chvalovice das Gut an die Deutschordenskommende Drobovice verkaufte. Nach der Einziehung der Kommende durch König Wenzel IV. wechselten sich ab 1411 verschiedene Adlige als Besitzer von Chvalovice ab. Seit der Mitte des 16. Jahrhunderts war das Dorf der Allodialherrschaft Žleb untertänig. Seit dem 19. Jahrhundert wurde das Dorf zur Unterscheidung von Kluker Chwalowitz als Žleber Chwalowitz bezeichnet.
Im Jahre 1840 bestand das Rustikaldorf Chwalowitz bzw. Žleber Chwalowitz aus 34 Häusern, in denen 230 Personen lebten. Im Ort gab es einen obrigkeitlichen Maierhof und ein dominikales Jägerhaus. Pfarrort war Ronow.
Nach der Aufhebung der Patrimonialherrschaften bildete Žlebské Chválovice mit dem Ortsteil Žlebská Lhota eine Gemeinde im Gerichtsbezirk Časlau. Ab 1868 gehörte der Ort zum Bezirk Časlau. Die Freiwillige Feuerwehr wurde 1909 gegründet. 1921 erfolgte die Änderung des Ortsnamens in Žlebské Chvalovice.
Im Zuge der Gebietsreform von 1960 wurde der Okres Čáslav aufgehoben, Žlebské Chvalovice wurde dem Okres Chrudim zugeordnet. Zwischen 1976 und 1991 war Žlebské Chvalovice nach Ronov nad Doubravou eingemeindet. Seit 2016 führt die Gemeinde ein Wappen und Banner.

## Gemeindegliederung
Die Gemeinde Žlebské Chvalovice besteht aus den Ortsteilen Žlebská Lhotka (Schleber Lhota) und Žlebské Chvalovice (Schleber Chwalowitz).
Das Gemeindegebiet bildet den Katastralbezirk Žlebské Chvalovice.

## Sehenswürdigkeiten
- Kapelle zum Hl. Kreuz
- Aussichtspunkt an der Krkanka